# No Sleep Records
La No Sleep Records è un'etichetta discografica indipendente fondata da Chris Hansen nell'estate del 2006, e con sede a Huntington Beach, in California.

## Storia
La No Sleep Records viene fondata nell'estate del 2006 da Chris Hansen, con l'obiettivo di "ripristinare l'originalità e l'unicità che nell'attuale panorama musicale in continuo cambiamento mancano".
Allison Weiss raggiunge l'etichetta l'8 novembre 2012. Il 14 novembre entrano a far parte della No Sleep gli State Faults, mentre il giorno successivo viene annunciata la firma di un contratto con i Long Lost, side project del cantante dei Transit Joe Boynton. Il 3 dicembre la No Sleep annuncia che pubblicherà il vinile per il doppio EP (Resist e Revolt) programmato dagli Hundredth per il 2013. Il nuovo gruppo contrattato dall'etichetta sono i Sainthood Reps, che annunciano la firma il 18 febbraio 2013, mentre ad inizio marzo si sciolgono gli Aficionado, che erano sotto contratto con l'azienda di Hansen. Un nuovo arrivo è annunciato il 2 aprile, con la firma degli In Between. Il 24 maggio firmano i The Swellers, che annunciano anche la pubblicazione di un album in autunno.

## Artisti
- Adventures
- Allison Weiss
- Aviator
- Balance and Composure
- Battle Lines
- Braid
- Broadway Calls
- The Casket Lottery
- Coalesce
- Daisyhead
- Departures
- Drug Church
- Early Graves
- Grey Gordon
- Hundredth
- In Between
- Into It. Over It.
- Long Lost
- Lowtalker
- Major League
- Maps for Travelers
- Mixtapes
- Nathan Ellis
- No Trigger
- Old Lines
- Rescuers
- Run, Forever
- Sainthood Reps
- Seasons Change
- State Faults
- Stay Away of the Weather
- The Swellers
- Touché Amoré
- TRC
- Wharf Rats
- The Wonder Years
- Xerxes

## Artisti passati o affiliati
- A Loss for Words
- Adam Vass (artista)
- Aficionado
- All or Nothing
- Atlantic/Pacific
- Dan Campbell
- Double Vision
- The Felix Culpa
- The Fire the Flood
- Former Thieves
- Frontier(s)
- I Am Alaska
- I Call Fives
- Jon Found Jesus
- Koji
- La Dispute
- Monument to Thieves
- Moose Blood
- Mountain Man
- Now, Now
- Our American Cousin
- Ryan Russell (fotografo)
- Santah
- Sleeping Giant
- Small Leaks Sink Ships
- Such Gold
- Tancred
- This Time Next Year
- Tigers Jaw
- TS and the Past Haunts
- WSTR